# محوطه سفید وسین ۱
محوطه سفید وسین ۱ مربوط به دوره نوسنگی است و در شهرستان گیلانغرب، بخش گواور، دهستان گواور، ضلع غرب و جنوب غربی روستای چشمه سفید وسین واقع شده و این اثر در تاریخ ۲۷ اسفند ۱۳۸۶ با شمارهٔ ثبت ۲۲۵۰۱ به‌عنوان یکی از آثار ملی ایران به ثبت رسیده است.